# 多賀秀種
多賀 秀種（たが ひでたね）は、戦国時代から江戸時代初期にかけての武将、大名。大和国宇陀松山城主。官位は従五位下・出雲守。

## 生涯
美濃国茜部村にて堀秀重の次男として誕生する。幼名は源千代。
天正8年（1580年）に多賀貞能の婿養子となるが、天正10年（1582年）に貞能が本能寺の変に際して明智光秀に与したため所領を没収されると、佐和山城主となった兄・秀政に仕えて2,000石を与えられた。
天正12年（1584年）の小牧・長久手の戦いに従軍し、翌天正13年（1585年）には秀政の越前転封に従って4,500石、翌天正14年（1586年）には8,000石を与えられた。
天正16年（1588年）4月13日、従五位下、出雲守に叙任される。
天正18年（1590年）には秀政に従って小田原征伐に従軍するが、4月20日に秀政が陣中で病死したため急遽豊臣秀長の陣に加わった。戦後は秀長の与力となり、大和国宇陀松山城主となる。
秀長・秀保父子の死後は豊臣秀吉に仕え、文禄3年（1594年）の春には伏見城の普請を分担、翌文禄4年（1595年）9月21日には大和国宇陀郡のうち20,659石を与えられた。
慶長5年（1600年）の関ヶ原の戦いでは初め徳川家康に誼を通じたものの、のちに西軍に属して大坂城玉造口を警備し、大津城攻めにも参加したため、戦後に所領を没収された。その後、甥の堀秀治を頼って越後国に赴き鴎庵と号した。また、このときに『越後在府日記』を記している。
慶長15年（1610年）に堀氏が改易されると京都に赴いて赦免され、慶長19年（1614年）の大坂冬の陣では処士を以て出陣した。その後、前田利常に6,000石で組外頭として召し抱えられた。
元和2年（1616年）11月3日、死去。享年52、もしくは53、または49。
子孫は加賀藩人持組として5,000石を知行。数代後の幕末期の当主であった直昌は、茶道宗和流金森家に跡継ぎがいなくなった際に推挙され、隠居してこれを継承し、茶道に専念した。